# Spoorlijn Trenčín – Chynorany
De spoorlijn Trenčín – Chynorany (lijnnummer 143) is een secundaire niet-geëlektrificeerde enkelsporige lijn in het noordnoordwesten van  Slowakije. Ze verbindt Trenčín, in de Váh-vallei, met Chynorany in de Nitra-vallei.

## Geschiedenis

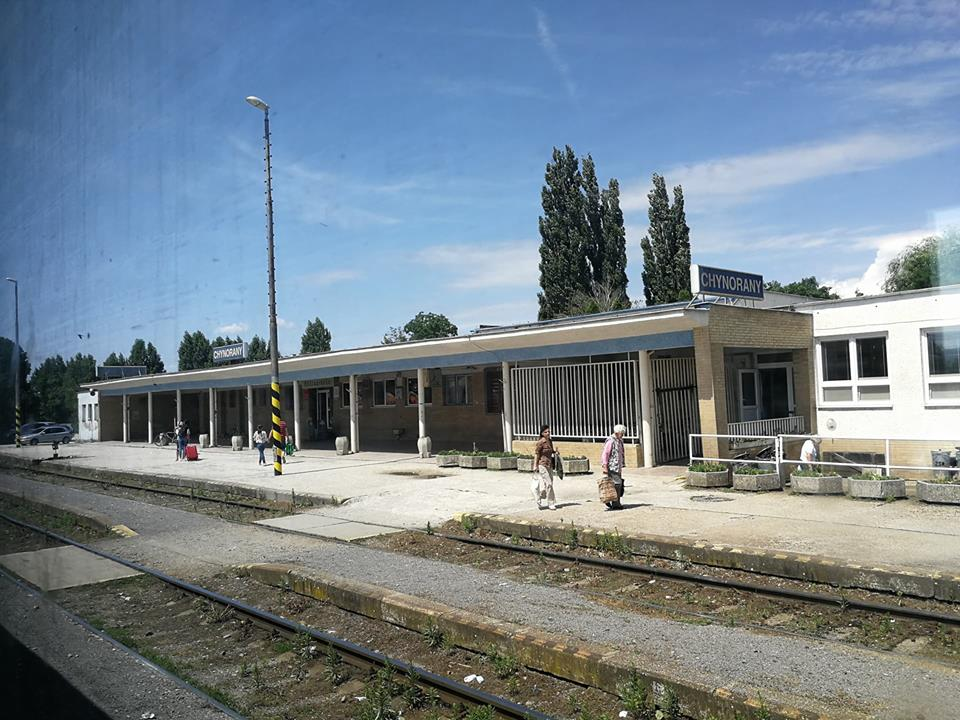
Station Chynorany

Ponitrie is een culturele en toeristische landstreek in Slowakije. Ze strekt zich uit in het stroomgebied van de rivier de Nitra en haar zijrivieren. Ze omvat de volgende steden: Prievidza, Partizánske, Bánovce nad Bebravou, Topoľčany, Nitra, Šaľa, Zlaté Moravce.
Reeds in 1865 zagen de eerste plannen het daglicht, om de landstreek Ponitrie te verbinden met Trenčín in het noorden, en met  Nitra en Komárno in het zuiden. Deze plannen waren een ingeving van graaf Keglevich. Het project werd echter niet dadelijk uitgevoerd ingevolge geldgebrek. Na een aantal spaak lopende initiatieven verwezenlijkte de Oostenrijkse Staatsspoorwegmaatschappij (StEG) in de periode 1874-1884 slechts een deel van de projecten, met name: de lijn van Ponitrie naar Veľké Bielice (Partizánske).

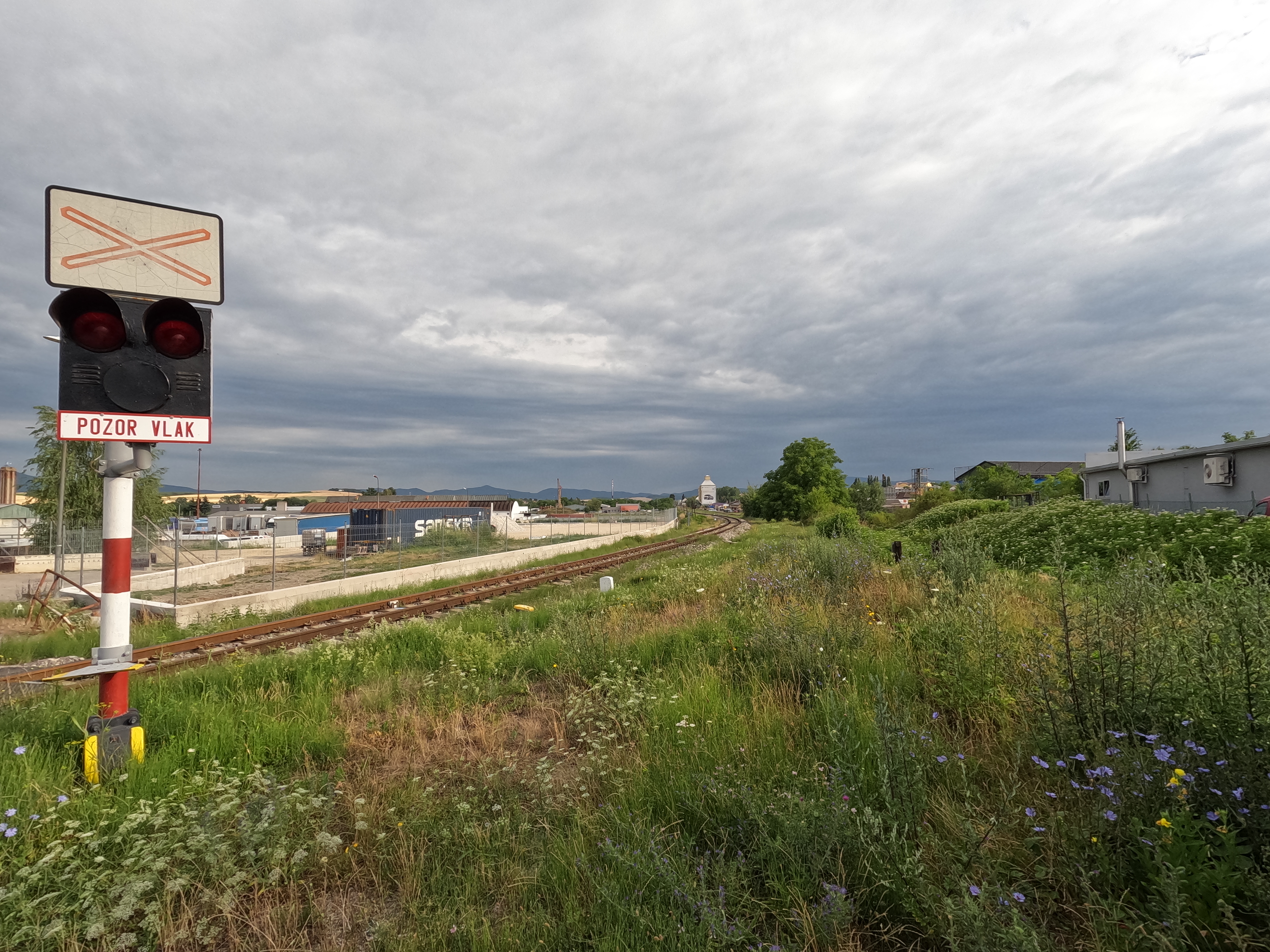
Het spoor nabij in de omgeving van Bánovce nad Bebravou

Een verbinding met Považie en met de spoorlijn Košice - Bohumín was door zakenlui uit Horná Nitra veel gevraagd, vermits er geen verbinding was met de noordelijke landstreken in volle ontwikkeling. Een spoorlijn naar Bošany (okres Partizánske) via Žabokreky moest voor dit probleem soelaas bieden, maar de aanleg ervan werd tegengewerkt door grootgrondbezitter Zsambokréthy. Bijgevolg werd de bediening van Bošany gewijzigd en vervangen door Chynorany, vanwaar de spoorlijn verder ging naar Bánovce nad Bebravou en Trenčín. Zodoende kwam de spoorlijn nummer 143 tot stand.
In de Jarky-bergpas (355 meter boven de zeespiegel), die de bergen Považský Inovec en Strážovské vrchy scheidt, begonnen de bouwwerkzaamheden op 1 mei 1900. De werken vorderden snel. Er moesten 131 bruggen en duikers, 6 stations, 4 goederenemplacementen, 10 wachtposten en 87 overwegen worden gebouwd. De lijn was op 18 augustus 1901 afgewerkt en werd op 17 september 1901 in dienst gesteld.

## Stations en stopplaatsen
Aan lijn 143 liggen de volgende stations (s) en stopplaatsen:

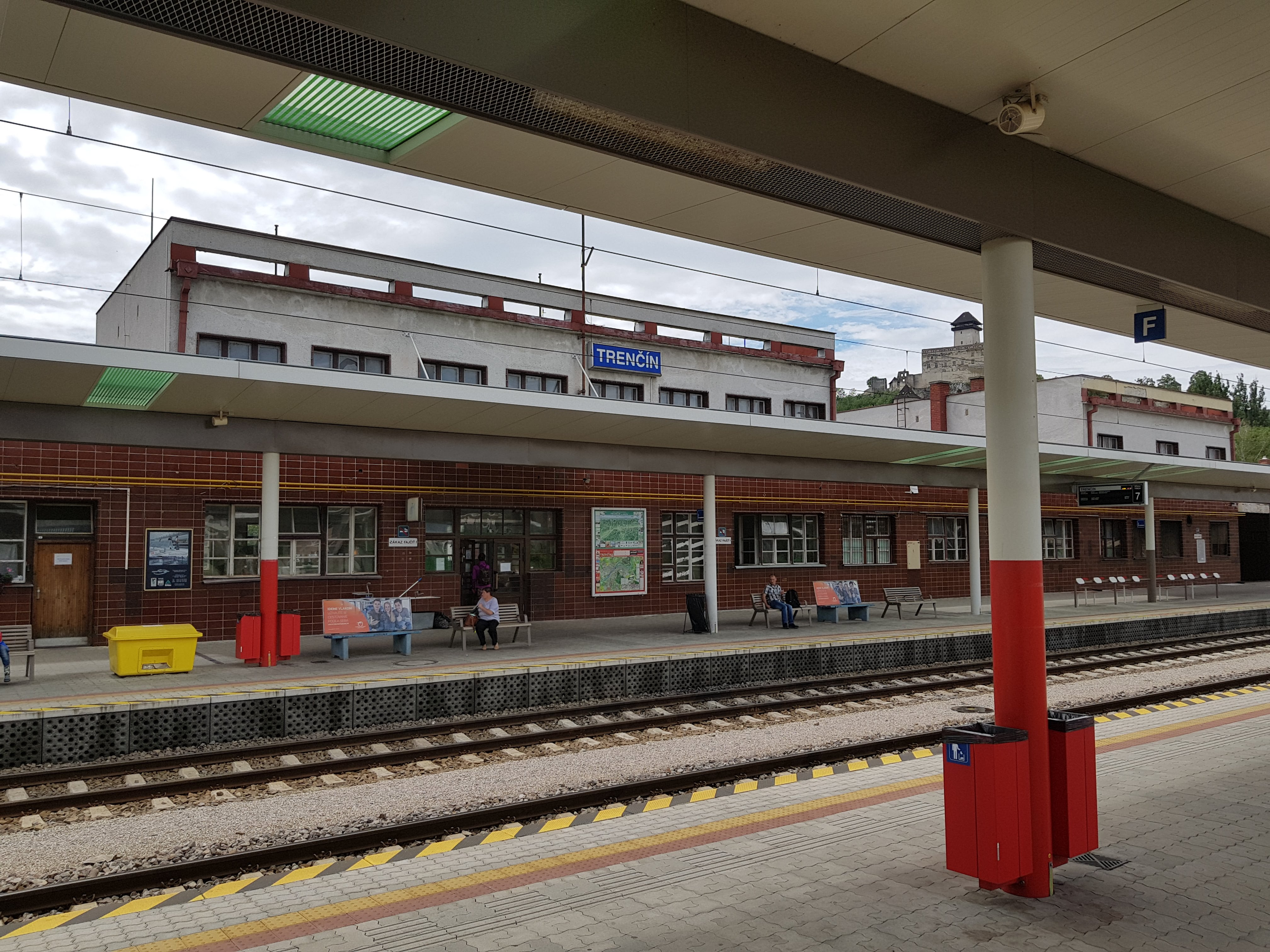
Station Trenčín

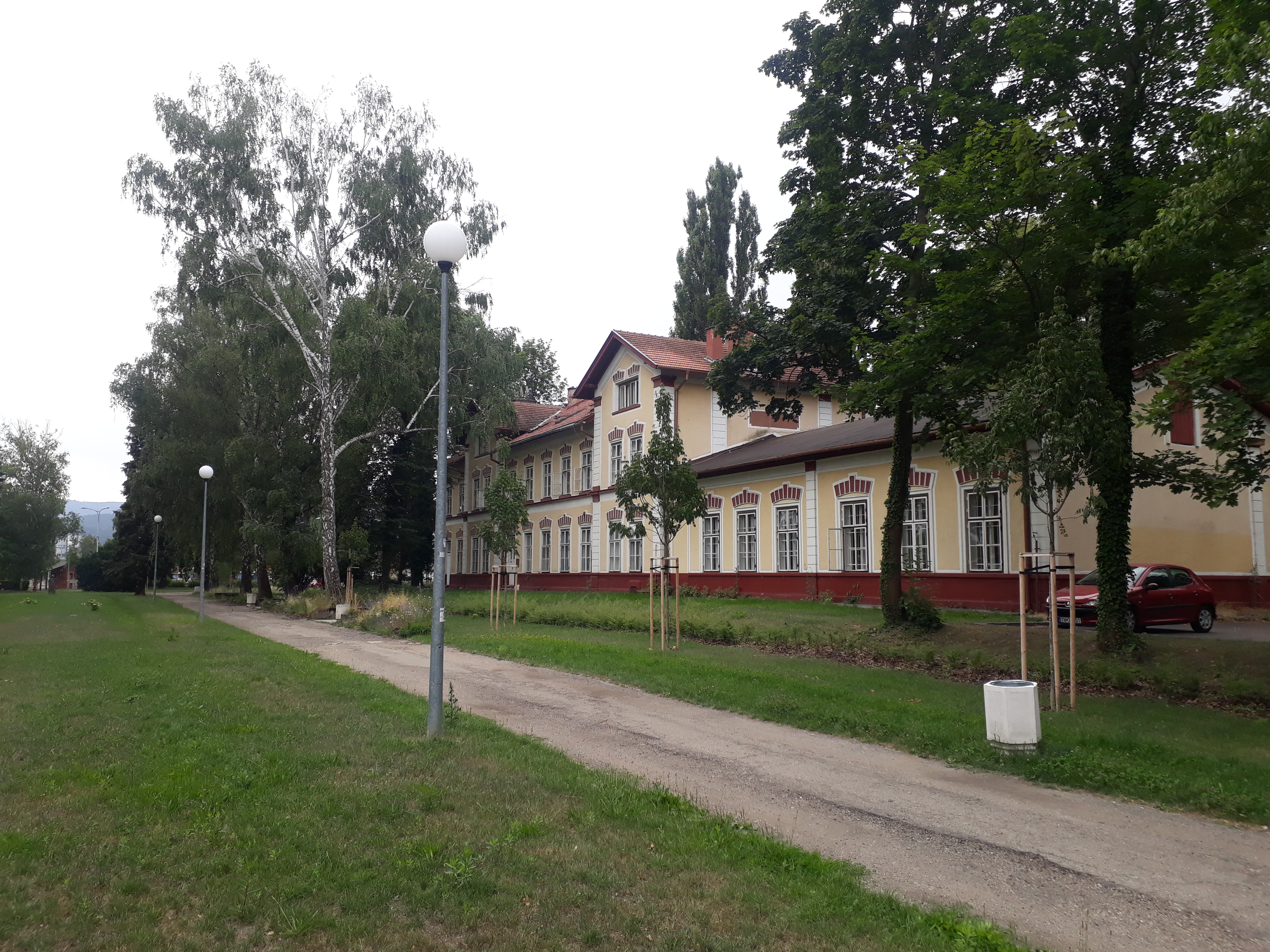
Het vorige (oude) station Trenčín

| Afstand | Station of stopplaats    | Bijzonderheid                                                    |
| ------- | ------------------------ | ---------------------------------------------------------------- |
| 0,000   | van Palárikovo           |                                                                  |
| 2,928   | Chynorany (s)            | Vertakking met lijn 140 (Nové Zámky - Veľké Bielice - Prievidza) |
| 7,998   | Ostratice                |                                                                  |
| 11,452  | Rybany (s)               |                                                                  |
| 13,070  | Dolné Naštice            | Smalspoorlijn naar Kšinná                                        |
| 16,630  | Bánovce nad Bebravou (s) |                                                                  |
| 18,975  | Horné Ozorovce           |                                                                  |
| 21,977  | Ruskovce                 |                                                                  |
| 26,400  | Svinná                   |                                                                  |
| 30,960  | Trenčianske Jastrabie    |                                                                  |
| 35,964  | Mníchova Lehota (s)      |                                                                  |
| 42,516  | Soblahov                 |                                                                  |
| 46,108  | Trenčianska Turná (s)    |                                                                  |
| 49,450  | Trenčín predmestie       | Trenčín "voorstad"                                               |
| 51,669  | Trenčín (s)              | Vertakking met lijn 120 (Bratislava – Žilina)                    |